# 沃勒莱罗斯
沃勒莱罗斯（法語：Veules-les-Roses，法語發音：[vœl le ʁoz]）是法国滨海塞纳省的一个市镇，属于迪耶普区。

## 地理
沃勒莱罗斯（49°52'25"N, 0°47'58"E）面积5.19 平方千米，位于法国诺曼底大区滨海塞纳省，该省份为法国北部沿海省份，其西部及北部濒大西洋英吉利海峡，东起顺时针与索姆省、瓦兹省、厄尔省和卡爾瓦多斯省接壤。
与沃勒莱罗斯接壤的市镇（或旧市镇、城区）包括：布洛斯维尔、马讷维尔埃斯普兰、滨海索特维尔。

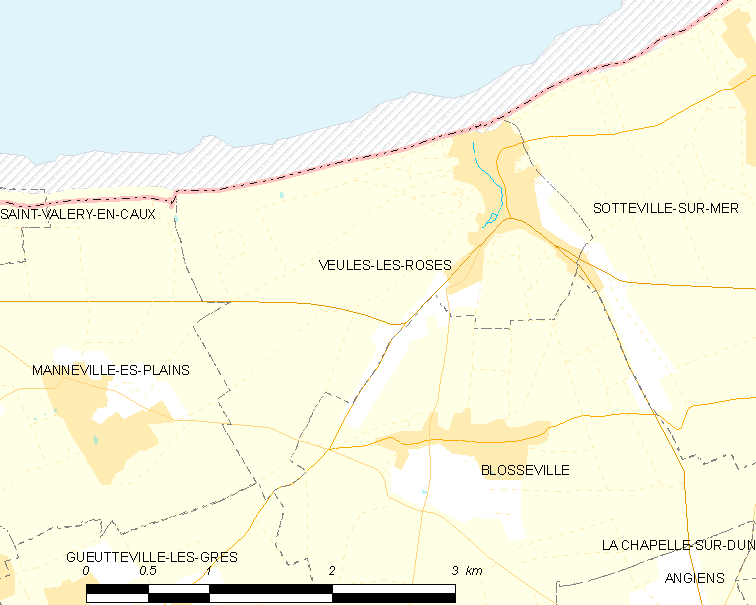
沃勒莱罗斯的OSM定位图

沃勒莱罗斯的时区为UTC+01:00、UTC+02:00（夏令时）。

## 行政
沃勒莱罗斯的邮政编码为76980，INSEE市镇编码为76735。

## 政治
沃勒莱罗斯所属的省级选区为科地区圣瓦勒里县。

## 人口

1962-2008年间沃勒莱罗斯人口变化图示

沃勒莱罗斯于2022年1月1日时的人口数量为515人。